# Западно-Сургутское нефтяное месторождение
Западно-Сургутское — нефтяное месторождение в России. Расположено в Ханты-Мансийском автономном округе. Открыто в 1963 году, полная эксплуатация начата в 1965 году.
Общие геологические запасы нефти составляют более 500 млн тонн.
Начальные извлекаемые запасы нефти составляют 215 млн тонн.
Месторождение относится к Западно-Сибирской провинции.
Оператором месторождения является российская нефтяная компания Сургутнефтегаз.